# Walker (Missouri)
Pour les articles homonymes, voir Walker.
Walker est une ville du comté de Vernon, dans le Missouri, aux États-Unis,. Située au centre-est du comté, elle est fondée en 1870 et incorporée également en 1870.

## Démographie
Lors du recensement de 2010, la ville comptait une population de 270 habitants. Elle est estimée, en 2016, à 267 habitants.

### Source de la traduction
- (en) Cet article est partiellement ou en totalité issu de l’article de Wikipédia en anglais intitulé « Walker, Missouri » (voir la liste des auteurs).